# 6674 Cezanne
6674 Cezanne este o planetă minoră (asteroid), cu un diametru de 11,589 km, din centura de asteroizi. A fost descoperită pe 26 martie 1971 la Observatorul Palomar de Cornelis Johannes van Houten și a fost numită după Paul Cézanne. 
Obiectul prezintă o orbită caracterizată de o semiaxă mare de 2,4575722 UAi, o excentricitate de 0,15, o înclinație de 3,74643 ° în raport cu ecliptica.